# Álvaro Renedo Cabeza
Álvaro Renedo Cabeza (Madrid, 14 de junio de 1978) es un músico, profesor y director de escena español.

## Biografía
Álvaro Renedo Cabeza es compositor, multiinstrumentista y director de teatro. En 2007 completó sus estudios superiores de Arte Dramático en la RESAD y, desde entonces, se dedica a la dirección de escena y a la creación y arreglo de espacios sonoros. Asimismo, estudió contrabajo, primero en el conservatorio de Arturo Soria y después en el Katarina Gurska (CSKG), donde tocó bajo la batuta de George Pehlivanian y recibió lecciones de prestigiosos maestros como Karen Martirossian, Luis Cabrera, François Rabbath o Rinat Ibragimov. Tras obtener el Título Superior de contrabajo, cursa el Máster de Composición para Medios Audiovisuales en el CSKG. Entre 2015 y 2017 completó el Máster en Gestión Cultural de la Universidad Complutense de Madrid. Simultáneamente recibió formación en flamenco, jazz y música moderna con maestros como el pianista Pedro Ojesto, el contrabajista Javier Colina o el saxofonista Blas Rivera.

## Trayectoria profesional

### Teatro
Su último trabajo como director de escena y dramaturgia fue Mimic (2017). Sin embargo, la creación de espacios sonoros para teatro es su labor más habitual, así como la más reconocida por la crítica. Por citar algunas, destacan sus composiciones para Diktat, de Enzo Cormann (2009), Los que no pudieron huir, de Carlota O'Neill (2010), Los justos, de Albert Camus (2013), Cuarteto, de Heiner Müller, María Zambrano, la hora de España, de Blanca Doménech, Itziar Pascual y Nieves Rodríguez (2016), Fuente Ovejuna, de Lope de Vega (2017), Mariana Pineda, de Federico García Lorca (2019), Los santos inocentes, de Miguel Delibes (2022), Las que fueron silencio, de Alberto Iglesias (2023), Las noches malas de Amir Shrinyan, de Alberto Tola (2023) y Los lunes al sol, de Fernando León de Aranoa e Ignacio del Moral (2024).

### Intérprete
Como bajista y contrabajista ha formado parte de multitud de agrupaciones de los más diversos estilos, como la Orquesta Santa Cecilia, el Blas Rivera Group, Muzik Ensemble o el Jerónimo Maesso Jazz Quartet. En la actualidad sigue colaborando con los artistas que le requieren, además de tocar con su trío, para el que también compone.

### Docencia
Fue profesor de armonía, composición, bajo eléctrico y contrabajo en la Escuela de Nuevas Músicas de Madrid. En 2018 ocupó el primer puesto de profesor de bajo eléctrico creado en un conservatorio de la Comunidad de Madrid y sigue siendo profesor de dicho instrumento en el Conservatorio Profesional Arturo Soria, tarea que compagina con la de preparador privado para las pruebas de acceso a la RESAD. Su conferencia La concepción dramatúrgica del diseñador de espacio sonoro, en la que expuso las claves teóricas y prácticas de su obra como compositor para la escena, fue publicada en la revista ADE-Teatro.

### Gestión
Entre 2016 y 2017 trabajó en el departamento de artes escénicas de la SGAE y en la Fundación Juan March como regidor y gestor cultural del área de música.

## Becas y distinciones
En 2006 recibió la Beca de la Fundación José Estruch para el fomento del teatro clásico y en 2010 la Beca de la Asociación de Intérpretes y Ejecutantes (AIE) para estudios de especialización musical.
En 2013 se le concedió el Primer Premio en el VI Certamen de Composición Musical Arturo Soria.